# Vira (Vorname)
Vira  (oder auch Veera) (tamil. வீரா) ist ein tamilischer und männlicher Vorname.

## Herkunft und Bedeutung
Der Name Vira wird abgeleitet aus dem tamilischen Begriff „Viram“ (tamil. வீரம்) und bedeutet Heldentum, Tapferkeit.